# NGC 5549
NGC 5549 (również PGC 51118 lub UGC 9156) – galaktyka soczewkowata (S0), znajdująca się w gwiazdozbiorze Panny. Odkrył ją William Herschel 1 maja 1786 roku. Jest to galaktyka z aktywnym jądrem typu LINER.